# 反照率
反照率或反射係數（英語：albedo，/ælˈbiːdoʊ/）通常是指物體反射太陽輻射與該物體表面接收太陽總輻射的兩者比率或分數度量，也就是指反射輻射與入射總輻射的比值，以百分比來表示，度量上從完全黑的表面反照率為0，至表面完美的白色反照率為1。

漫反射太陽光的百分比相關於不同的表面條件。

反照率取決於輻射的頻率。當引用時未加說明，通常是指適當且平均跨越可見光的光譜。一般情況下，反照率取決於入射輻射的方向分布，除了朗伯表面，其分散是以餘弦函數輻射在所有的方向上，因此反照率是獨立分布的事件。在實務上，雙向反射分布函數（BRDF）可能需要精確的表面特徵的散射特性，但反照率是非常有用的一次近似值。
反照率在氣象學、天文學是非常重要的概念，在LEED可持續系統性的評量建築物，計算表面的反射率。地球的整體平均反照率，是行星反照率，因為雲層的覆蓋，是30到35%，但由於不同的地質環境特徵，局部的表面有廣泛的不同。

## 陸地的反照率
| 表面            | 典型的 反照率   |
| --------------- | --------------- |
| 新製出的瀝青    | 0.04            |
| 陳舊的瀝青      | 0.12            |
| 針葉林 （夏天） | 0.08,0.09到0.15 |
| 落葉樹          | 0.15 to 0.18    |
| 裸土            | 0.17            |
| 綠草地          | 0.25            |
| 荒蕪的沙漠      | 0.40            |
| 新混凝土        | 0.55            |
| 海冰            | 0.5–0.7         |
| 新雪            | 0.80–0.90       |

在可見光範圍的典型反照率，可以從新雪的0.9到黑色木炭的0.04，深邃洞穴的暗處，有效反照率可以接近0，達到理想的黑體。當從遠處觀察，海洋表面如同多數的森林，具有低的反照率，而沙漠地區和一些地貌有著最高的反照率；大部分土地地區的反照率在0.1至0.4之間。地球的平均反照率大約是0.3，這主要是因為雲層所做的貢獻遠高於海洋。

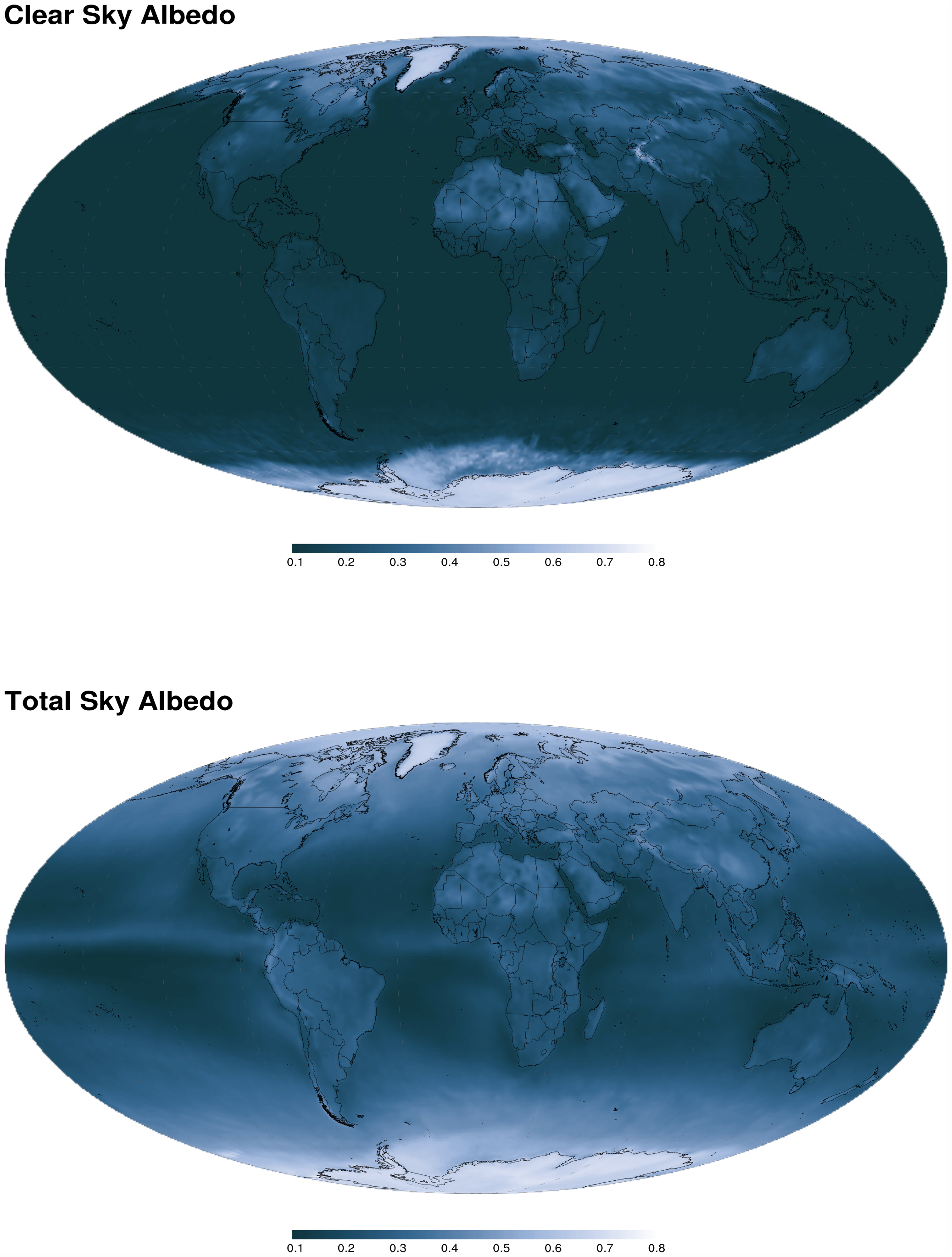
2003年至2004年的晴空和全天的年均反照率。

地球表面的反照率是由地球觀測衛星的感測器，像是NASA安裝在Terra 和 Aqua等太空船上的MODIS儀器定期觀測取得的。由於衛星不能直接測定反射輻射的總量，BRDF的數學模組被應用在將衛星測量反射樣本組估計的定向半球反射率翻譯成雙半球反射率的估計（e.g.）。
地球的平均表面溫度由於其反照率和溫室氣體效應，目前約是15℃。如果地球完全被冰凍（因此會有更高的反射率），地球的平均溫度將下降到低於 −40℃。如果只有大陸土地被冰川覆蓋，地球的平均溫度將降至約0℃。相對的，如果整個地球都被水覆蓋著，所謂的水行星，在地球上的平均溫度將上正略低於27℃。

### 白色天空和黑色天空的反照率
結果顯示有許多的應用程式涉及地面的反照率，特別是太陽天頂角θi的反照率，可以是合理且近似對稱的兩個術語項的總和： 在太陽天頂角的定向半球反射率{\displaystyle {{\bar {\alpha }}(\theta _{i})}}，和雙向半球反射率{\displaystyle {\bar {\bar {\alpha }}}}，所占比例和被定義為瀰漫性照明{\displaystyle {D}}所占比例有關。
反照率{\displaystyle {\alpha }}可以表示為：
{\displaystyle {\alpha }=(1-D){\bar {\alpha }}(\theta _{i})+D{\bar {\bar {\alpha }}}.}
定向半球反射率有時會作為黑色天空反照率，而雙向半球反射率有時可能會做為白色天空反照率。這些條款是重要的，因為它們允許任何給定的光照條件表面計算了解內在特性。

## 天文反照率
行星、衛星和小行星的反照率可以用於推斷很多關於它們的性質。反照率的研究，依賴波長、照明角度（"相位"），和天文學主要領域，會隨時間變化的光度學。對於不能以望遠鏡解析，又小又遠的天體，我們的瞭解大多來自對其反照率的研究。例如，絕對反照率可以指示太陽系天體表面的冰含量，反照率與相位角的變化給了有關風化層性質，而不尋常的雷達高反照率是小行星金屬含量的指示。
土星的衛星，恩克拉多斯（Enceladus），有已知太陽系內天體最高的反照率，反射99%的電磁波輻射。另一個顯著的高反照率天體是鬩神星，反照率是0.96。許多在外太陽系和小行星帶的小天體，反照率低於0.05，彗核的典型反照率是0.04。這種黑暗的表面被認為是指示原始和大量太空風化的表面包含一些有機化合物。
月球整體的反照率大約是0.12，但它是強烈定向和非朗伯表面，也顯現出強烈的衝日浪。雖然這種反射特性有別於任何的陸地地形，它們是太陽系天體表密不透風的典型風化層表面。
在天文學中使用，常見的兩種反照率是（V波段）幾何反照率（照明直接來自觀測者的後方）和球面反照率（測量各種電磁能量反射所佔的比例）。它們的值可以大不相同，這常會造成混淆。
深入的研究，天體的定向反射特性通常以5個哈普克參數表示，半經驗的描述反照率和相位的變化，包括風化層表面的衝日浪特徵。
天文學的（幾何）反照率、絕對星等和直徑之間的相關性是：
{\displaystyle A=\left({\frac {1329\times 10^{-H/5}}{D}}\right)^{2}},
此處的{\displaystyle A}是天文學的反照率，{\displaystyle D}是以公里為單位的直徑，和{\displaystyle H}是絕對星等。

## 說明地面反照率的一些例子

### 照明
雖然反照率-溫度效應是越冷顯著，但在地球上，實際反照率最大的地區是熱帶，那兒有全年最豐沛的照明。附加的最大值區域是在北半球的3至12度之間變動。極小值位於北半球和南半球的副熱帶地區，它的反照率增加低於照明的關係。

### 日照效應
反照率的溫度效應強度取決於反照率的量和地區的日照（太陽輻照度）水準；在高反照率的南極和北極，由於低的日照而寒冷，在其他地區，像是撒哈拉沙漠，也有相對較高的反照率，那裏的高日照造成高熱。熱帶和副熱帶的雨林區域有低反照率，但比低日照的相似溫帶森林熱。因為日照扮演如此重要的作用，加熱和冷卻對反照率的影響，像高日照的熱帶地區傾向於當地的溫度波動時，反照率有明顯的變化。

### 氣候和天氣
反照率影響氣候和驅動天氣。所有的天氣是地球的不同地區有不同的反照率，造成加熱不均勻的結果。基本上，在地球上有兩種類型的反照率就可以驅動天氣：陸地和海洋。陸地和海洋地區依據緯度和日照，產生出4種不同的基本氣團：在熱帶和副熱帶陸地是溫暖和乾燥；在熱帶和副熱帶海洋是溫暖和潮濕；在低溫的極地和副極地的陸地是寒冷和乾燥；在低溫的極地和副極地的海洋是寒冷和潮濕。在不同氣團間的不同溫度，造成不同壓力的結果，氣團發展出氣壓系統。高壓系統流向低壓，在北半球由北向南驅動天氣，而使低壓由南向北。但因為地球的自轉，科里奧利力的效應進一步使氣流複雜，創造了幾個天氣/氣候帶和噴射氣流。

### 反照度-溫度回饋
當地區的反照率因為降雪而改變，會造成雪-溫度回饋的結果。一層降雪會增加當地的反照率，反射掉陽光，導致該地區變冷。原則上，如果沒有外在的變化影響這一地區的溫度（例如，一個溫暖的氣團），升高的反照率和較低的溫度會持續，並導致進一步深化的降雪 －溫度回饋的降雪。然而，由於季節變化是地區性天氣的動力，暖氣團和更直接入射（高日照）的陽光最終將使雪融化。當融化顯露了較低反照率的地區，例如草或土壤，表面的效果被反轉：黑暗的表面降低反照率，增加該地區的溫度，倒置更多的雪融化，進一步降低反照率，結果會變得更熱。

### 雪
雪的反照率是高度可變的，範圍從新雪的0.9，到融化中畫0.4的雪水和低至0.2的髒雪。整個南極的平均反照率略超過0.8，如果有輕微降雪覆蓋著溫暖的地區，雪趨向於融解，降低了反照率，並因更多的輻射被吸收而導致更多的雪融解（這是冰-反照率的正回饋）。宇宙塵、含煤灰的揚塵等塵埃，有時會降低冰原和冰川的反照率[。
因此，在反照率上的小誤差可能導致能量估計上較大的誤差，這就是衡量冰雪覆蓋區為什麼重要性的原因，透過遠端傳感技術廣泛的測量，而不只是單獨一個覆蓋區的反照率。

### 小尺度效應
在小尺度下也可以應用反照率。在陽光下，深色的衣服吸收較多的熱量，而淺色的衣服反射較多的熱量，因此可以利用外部服裝的顏色對反照率的效應，從而控制身體的溫度。

### 太陽的光伏效應
反照率可以影響太陽能光伏設備的電能輸出。例如，光譜反映反照率影響的效應，說明了氫-矽基非晶（a-Si：H）的晶體矽和碳-矽基結晶（C-Si）的晶體矽的光伏材料，在不同的頻譜加權技術下，預測相較於傳統的光譜集成反照率。研究顯示，影響達到10%以上。最近，分析擴展到22種常見的表面材料（包括人造的和天然的）的效應，和對實際用在三種常見光伏系統鏡面表面的7種光伏材料的反照率效應進行分析：工業（太陽能處理機）、商業的平屋頂和住宅的塔形屋頂的應用。

### 樹木
因為森林通常是低反照率（經由光合作用吸收大部分的紫外線和可見光譜），一些科學家曾經認為以吸熱較多的樹造林可以抵消不利的碳效益（或抵消森林砍伐的不利氣候影響）。在常綠森林和積雪使反照率減少的影響，可能大到足以為森林砍伐導致淨冷卻的效果。通過蒸散量，樹木影響氣候的方式也極其複雜。水蒸氣造成陸地表面冷卻，當凝結時就會加熱，一種強有力的溫室效應行為，在凝結成雲時可以增加反照率。科學家一般視為淨冷卻的影響、反照率的影響、和砍伐森林導致土壤水分蒸發損失總量的變化，極大的份量取決於當地的氣候。
在季節性積雪區，因為雪不容易覆蓋住樹木，因此冬季沒有樹木地區的反照率在10%至50%，高於森林附近的地區。落葉喬木的反照率在0.15至0.18，而針葉樹的值在0.09至0.15。
哈德利中心的研究曾經調查反照率（通常是溫暖）的變化和碳固存（通常是冷卻）的相對效應對造林的影響。他們發現，在熱帶和中緯度地區的新森林往往涼爽；在高緯度地區（例如西伯利亞）的新森林是中性或溫暖的。

### 水
水的反射與典型的地面材料非常不一樣，它的表面反射要使用菲涅耳方程（見圖）計算。

### 雲
雲反照率對大氣溫度有相當大的影響力。不同類型的雲呈現出不同的反照率，理論上的反照率範圍從最小的0到最大的接近0.8。"在給定的任何一天，都約有一半的地球被雲遮蔽，反射比地面和水更多的陽光。"通過雲的反射陽光，使地球降溫，但它們也是陷阱，會成為溫暖地球的毯子"。
在一些地區，反照率和氣候會受到人造雲的影響，例如大型商用客機的凝結尾。在伊拉克火燒佔領的科威特油田後的一項研究顯示，在油火燃燒下的溫度比數英里外晴朗天空下的溫度低了多達10℃。

### 懸浮微粒效應
懸浮微粒（非常細小的顆粒/大氣層中的液滴）對地球輻射的平衡，在直接和間接上都有影響。直接（反照率）影響一般是可以使地球降溫（粒子作為雲凝結核，從而改變雲的性質），間接的影響還不是很確定：可能 的影響是：

- 懸浮微粒直接影響：懸浮微粒直接散射和吸收輻射。散射輻射可以使大氣層降溫，而吸收輻射會是大氣層增溫。
- 懸浮微粒間接影響：懸浮微粒經由被稱為雲凝結核的懸浮微粒子集團改變雲的性質。核濃度的增加導致雲滴數濃度增加，這反過來導致雲的反照率增加、光的散射和輻射冷卻（一階非直接影響），但其影響也導致降水量減少和增加雲的壽命（一階非直接影響）。

### 碳煙
另一個在氣候上的反照率相關效應是來自碳煙的顆粒。這種效應的大小很難量化：政府間氣候變化專門委員會估計來自化石燃料懸浮微粒的全球平均輻射量，強制碳煙的值為+0.2 W m−2，範圍在+0.1至+0.4 W m−2。碳煙
對造成北極冰帽融解的反照率影響，比二氧化碳還要巨大。

### 人類活動
人類的活動（例如：砍伐森林、農業和城市化）改變全球各地區的反照率。

## 其它類型的反照率
單散射反照率是用來定義小顆粒對電磁波的散射。它取決於材料的性質（折射率）、顆粒的大小或數量、以及入射輻射的波長。

## 外部連結
- Official Website of Albedo Project
- Global Albedo Project (Center for Clouds, Chemistry, and Climate)（页面存档备份，存于）
- Albedo – Encyclopedia of Earth（页面存档备份，存于）
- NASA MODIS BRDF/albedo product site
- Surface albedo derived from Meteosat observations
- A discussion of Lunar albedos
- reflectivity of metals (chart)（页面存档备份，存于）